# Tobias Eberlin
Tobias Eberlin (* ca. 1590 in Ulm; † 1671 ebenda) war ein deutscher Organist.

## Leben
Eberlin war Sohn des aus Memmingen kommenden Ulmer Stadtpfeifers Jörg Eberlin. 1605 wurde er als Stadtpfeifer der freien Reichsstadt Ulm angestellt. Er wurde daneben Stellvertreter des Ulmer Münsterorganisten Adam Steigleder und schließlich 1634 dessen Nachfolger. Eberlins Tochter war mit dem Ulmer Musiker Sebastian Anton Scherer verheiratet. Dieser übernahm nach dem Tod Eberlins im Jahr 1671 das Amt des Münsterkantors.